# Medves-fennsík

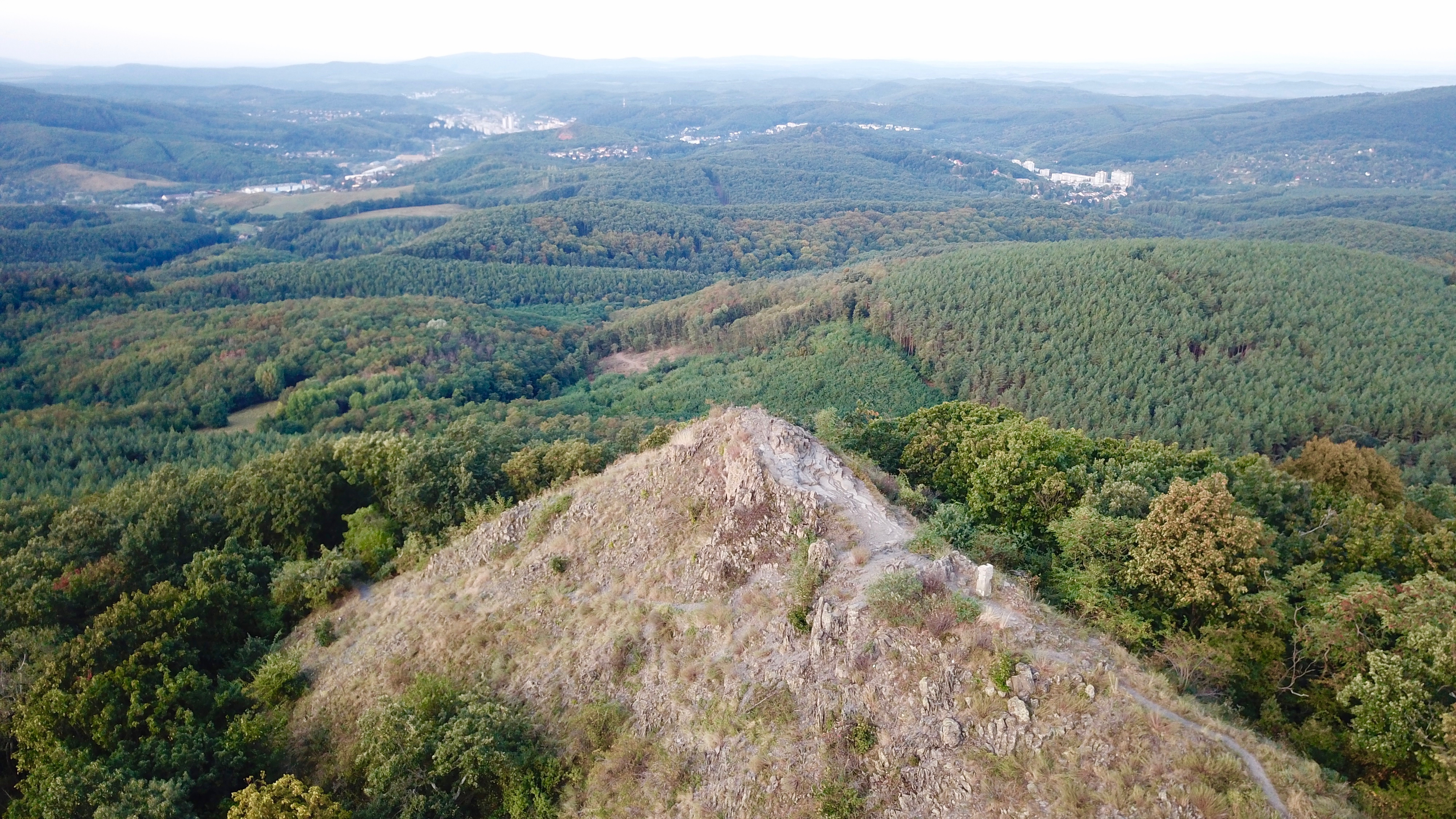
A Kis-Salgó vagy más néven Boszorkány-kő. A háttérben Salgótarján

A Medves-fennsík (szlovákul: Medvedia výšina) Magyarország és Európa legnagyobb területű bazaltplatója Magyarország és Szlovákia határán. A fennsík nagy része 520–570 méteres tengerszint feletti magasságú. Legnagyobb magassága a Medves-magosa nevű ponton eléri a 671 méteres magasságot. A magyar területre mintegy 8 km² esik, míg a szlovák résszel együtt 12,8 km² a teljes területe.

## Fekvése
Fő tömege a Somoskő és Rónabánya között elterülő bazalttakaró, amelynek északi része az országhatáron túlnyúlva a szlovákiai Abroncspuszta nevű településnél ér véget. Délen egy kisebb nyereggel a Szilvás-kő csúcsához kapcsolódik. Nyugaton a Zagyva völgye és kisebb vulkáni kúpok, keleten az országhatár határolja. A fennsíkon állandó települések nem alakultak ki, csak a szélén található pár. Ilyenek a fentebb említett települések, valamint Bárna.

## Földtani jellemzése

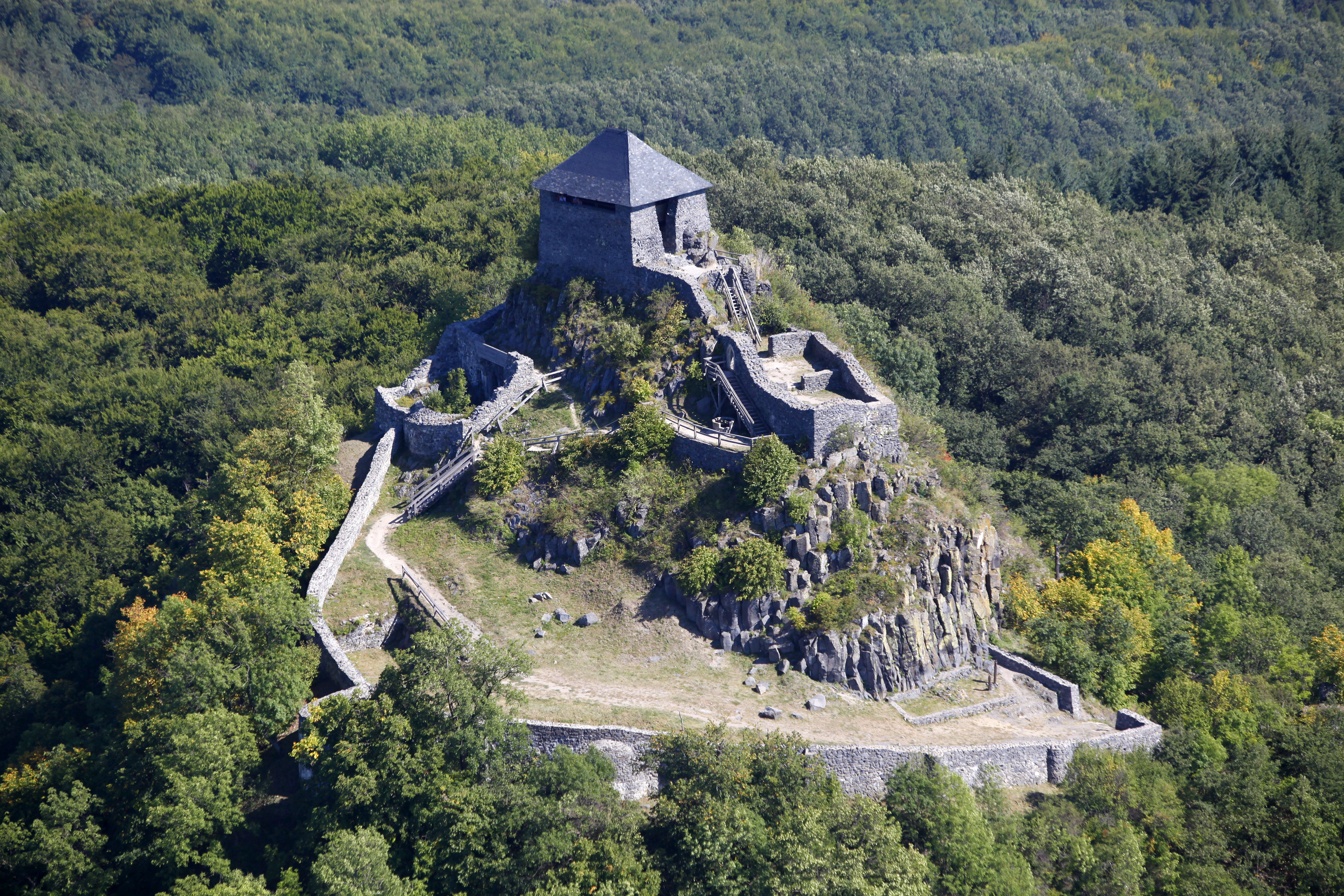
Salgóvárának légifotója a Medves-fennsíkon

A bazaltos vulkáni takaró pliocén eredetű, vastagsága 11–107 méter között változik, kiterjedése 12,8 km², amelynek 7,8 km²-es része esik magyar területre. Az eredeti bazaltrétegből kb. már 300 méternyi lepusztult, de még így is meglehetősen egységes a felszíne. A fennsík körül vulkáni tanúhegyek sorakoznak, mivel a gyengébb kőzetű környezete már lepusztult, míg a csúcsok kemény kúpjai jobban őrzik eredeti magasságukat. Főbb kiemelkedései a Salgó (tetején Salgó várával), Boszorkány-kő (Kis-Salgó), Pécs-kő, Somlya, Szilvás-kő és a bárnai Nagy-kő. Ezen csúcsok mindegyike rövid, de heves vulkáni kitörések színterei voltak. A Baglyas-kő kivétel, mivel az egy vetődési árokban tódult fel a mélyből.

## Éghajlata
Éghajlata a magyarországi átlagnál hűvösebb, csapadékosabb. Az évi középhőmérséklet 7–8 °C körül alakul, a csapadék mennyisége 600 mm körüli, a havas napok száma 50–60 nap közötti. A terület hótartó képessége elég jó, főleg az északi fekvésű lejtők őrzik hosszan a téli havat. Az uralkodó széljárás általában északnyugati. A széljárás olyannyira meghatározó, hogy a helyiek újévkor az északnyugati-nyugati szél görög istene, Zepürosz nyomán szélünnepet rendeznek. Ez a szokás sajnos a XX. század végére kikopott a köztudatból.

## Vízrajza
Mivel a fennsík egy nagy kiterjedésű lefolyástalan terület, ezért a peremén állandó, viszonylag bővizű források fakadnak. Ilyenek például a Petőfi-forrás, Losonczi Anna-forrás, Ickós-kút, Bodzfás-forrás, Nagy-völgyi-forrás. A fennsík nyugat részének patakjai a Zagyvát, a keleti oldalé a Tarnát táplálja. Az északi perem vízfolyásainak iránya Szlovákia területére esik.

## Élővilága

### Flórája
A Medves-fennsíkon nagy kiterjedésű erdők nincsenek. Foltokban előfordulnak tölgyesek, bükkösök, valamint ligeterdők. Lágyszárúakban gazdag terület, többek között fekete kökörcsin, odvas keltike, ikrás fogasír, tavaszi lednek, erdei galambvirág, bársonyos tüdőfű. Sokfelé található még tarka nőszirom, sarkvirág, zsálya, terebélyes harangvirág.
A Medves-fennsík további növényfajai a következők: erdei gyöngyköles (Aegonychon purpurea-coeruleum), kereklevelű kapotnyak (Asarum europaeum), fekete fodorka (Asplenium adiantum-nigrum), változó mocsárhúr (Callitriche cophocarpa), mocsári gólyahír (Caltha palustris), (Chamaecytisus hirsutus), fűszeres baraboly (Chaerophyllum aromaticum), pannon madárbirs (Cotoneaster matrensis), közönséges laposkorpafű (Diphasium complanatum), szálkás pajzsika (Dryopteris carthusiana), (Dryopteris dilatata), téli zsurló (Equisetum hyemale), erdei zsurló (Equisetum sylvaticum), színeváltó kutyatej (Euphorbia epithymoides), közönséges tölgyespáfrány (Gymnocarpium dryopteris), sárga kövirózsa (Sempervivum globiferum subsp. hirtum), hegyi gurgolya (Libanotis pyreneica), kapcsos korpafű (Lycopodium clavatum), nagyvirágú méhfű (Melittis carpatica), mételykóró (Oenanthe aquatica), szarvaskocsord (Peucedanum cervaria), leánykökörcsin (Pulsatilla grandis), vörös ribiszke (Ribes rubrum), fürtös bodza (Sambucus racemosa), (Scrophullaria umbrosa), mocsári tisztesfű (Stachys palustris), póléveronika (Veronica anagallis-aquatica), deréce veronika (Veronica beccabunga), kis meténg (Vinca minor), Waldstein-pimpó (Waldsteinia geoides), .

### Faunája
Az állatvilágot nem jellemzi helyi különlegesség, a nagyobb vadak közül róka, őz, vaddisznó, gímszarvas, fácán található meg. A barna medve Magyarország mai területéről az 1850–1860-as években kipusztult; az ezt követő másfél évszázadban csak egy-egy esetben fordult elő (többek között 1938-ban itt, Mátraszele és Bárna között). Legkésőbb 2014 elejétől azonban újra állandóvá vált a jelenléte, többek között ezen a területen (Erdőkövesd, Istenmezeje, Szilaspogony, Bárna, Mátracserpuszta és Mátranovák környékén) – a következő télen már bizonyítottan át is telelt egy példány. A kis állatokat és rovarokat az alábbi fajok képviselik: szarvasbogár, foltos szalamandra, vízisikló, mókus.